# Noc gwiaździsta
Noc gwiaździsta – obraz Józefa Chełmońskiego z 1888 wykonany techniką olejną na płótnie, znajdujący się w depozycie w Muzeum Narodowym w Krakowie.

## Opis
Obraz to nokturn – przedstawia nocny krajobraz: niebo gwiaździste oddzielone od wód jeziora wąską, ciemną smugą lądu w głębi kompozycji. Ciemna linia lasu oraz wyraźna poświata dzielą scenę nocy na płaszczyzny nieba oraz jeziora. Obraz ten stanowi jedno z pierwszych dzieł Chełmońskiego bez postaci ludzkich, na pejzażu nie zostało przedstawione żadne zdarzenie. Noc gwiaździsta jest niemal monochromatyczna, utrzymana w ciemnym błękicie z jasnymi punkcikami gwiazd.

## Historia
Dzieło spotkało się z krytyką, zarzucano Chełmońskiemu niezgodny z rzeczywistością układ gwiazd. Jednak zdaniem krytyka Stanisława Witkiewicza zarzut ten nie dotyczył artystycznej wartości obrazu, ponieważ prawda w sztuce nie zależy od prawdziwości sytuacji przedstawionej. Z takim podejściem nie zgodził się Bolesław Prus, który uznał w swoim felietonie, że takie całkowicie swobodne rozmieszczenie gwiazd jest dopuszczalne tylko w obrazie przedstawiającym koniec świata, a w zwykłym pejzażu jest takim samym skandalem, jak wymalowanie rogów koniowi albo drzew pomarańczowych na szczycie Świnicy. Ponadto zarzucono obrazowi błahość i brak kompozycji, a także nonszalancję.
Chełmoński wysłał Noc gwiaździstą wraz z czterema innymi obrazami na wystawę w warszawskim Towarzystwie Zachęty Sztuk Pięknych, jednak jury po gwałtownych sporach odrzuciło Noc gwiaździstą oraz jeszcze trzy z pozostałych obrazów, a przyjęło jedynie najbardziej konwencjonalne płótno – Droga w lesie (1887). Ostatecznie Chełmoński wystawił obraz w prywatnym Salonie Aleksandra Krywulta, ale w 1890 r. trafił on do Zachęty. W tym samym miejscu był wystawiany w 1907 r. w jednej z największych wystaw dzieł Chełmońskiego.
Pierwszymi właścicielami obrazu byli Adam Chełmoński (brat artysty) i jego żona Maria, a później ich córka Maria, która zapisała go synowi Pawłowi Heinzelmanowi. 6 sierpnia 1951 r. obraz został wpisany do rejestru zabytków, a właściciel bez powodzenia próbował sprzedać go Muzeum Narodowemu w Warszawie. Jeszcze w tej samej dekadzie sprzedał go jednak, prawdopodobnie antykwariuszowi Tadeuszowi Wierzejskiemu. W połowie lat 1960. obraz znajdował się w zbiorach antykwariusza Zygmunta Szuszczykiewicza. Następnie jego losy pozostawały nieznane, ale w 2006 r. został zakupiony we wrocławskim antykwariacie Mirosława Zagajewskiego. Obecnie wystawiany przez Muzeum Narodowe w Krakowie na zasadzie depozytu.